# Montanhas Zarixata
As montanhas Zarixata (em armênio: Զարիշատի լեռներ; romaniz.: Zarišati leṙner) ou montanhas Chelder (em turco: Çıldır Dağları) são uma cadeira montanhosa transnacional do planalto Armênio, situada no cruzamento das fronteiras da Armênia, Geórgia e Turquia, na porção norte do planalto de Carse. Iniciam no monte Achecassar, na cordilheira da Javaquécia, e se estendem a oeste ao longo da fronteira armeno-georgiana, através da porção oriental da planície de Ardacane.
As montanhas Zarixata medem 40 quilômetros de comprimento, 22 dos quais em solo armênio. Sua maior elevação é o monte Corzia (3 192 metros), na Turquia, seguido do monte Zarixata (2 982 metros), na Armênia. Seu clima é temperado, com prados de montanha. Forma uma bacia hidrográfica entre os cursos superiores do rio Cura e do rio Carse.